# Idunella aeqvicornis
Idunella aeqvicornis is een vlokreeftensoort uit de familie van de Liljeborgiidae. De wetenschappelijke naam van de soort is voor het eerst geldig gepubliceerd in 1876 door Sars.